# 파평 김씨
파평 김씨(坡平金氏)는 경기도 파주시 파평면을 본관으로 하는 한국의 성씨이다.
시조 김장수(金長壽)는  염주(鹽州) 사람으로 1361년, 고려에 홍건적의 침입해 개경이 함락되었을 당시 홍건적을 토벌해 중랑장(中郞將)과 도지휘사(都指揮使)직에 올랐다.
1363년, 김용(金鏞)이 난을 일으키자 최영과 난을 진압하다 죽게 되었다. 이후 고려 공민왕은 그를 일등공신(一等功臣)에 책록한 뒤 봉익대부(奉翊大夫)로 개성윤(開城尹)에 추증했으며 파평군(坡平君)에 추봉한 뒤 충간(忠簡)의 시호를 내렸다.

## 참고 자료
- “파평김씨(坡平金氏)”. 뿌리를 찾아서.[깨진 링크(과거 내용 찾기)]